# Kevin Stewart (chính khách Scotland)
Kevin Morrice Stewart là một chính khách thuộc Đảng Dân tộc Scotland (SNP), giữ chức Bộ trưởng Chính quyền địa phương, Nhà ở và Quy hoạch từ ngày 18 tháng 5 năm 2016 và Nghị sĩ Quốc hội Scotland (MSP) cho Aberdeen Central từ năm 2011.

## Sự nghiệp chính trị
Stewart là ủy viên hội đồng địa phương ở Aberdeen từ năm 1999 đến năm 2011, giữ chức vụ Lãnh đạo cấp cao của Hội đồng Thành phố Aberdeen từ năm 2007. Với tư cách là ủy viên hội đồng, ông chủ trì Ủy ban Tài chính và Nguồn lực và Đối tác Vận tải Khu vực Đông Bắc Scotland, NESTRANS. Ông cũng là chủ tịch Hội đồng quản trị 3Rs.
Trong cuộc bầu cử Quốc hội Scotland 2011, ông được bầu làm đại diện cho Aberdeen Central.
Stewart là người triệu tập Ủy ban Tái sinh và Chính quyền địa phương của Quốc hội Scotland, nơi ông giám sát việc giám sát Đạo luật Trao quyền cho Cộng đồng (Scotland) năm 2015. Stewart cũng là thành viên của Ủy ban Cải cách Phúc lợi và cũng ngồi trong Tiểu ban Tư pháp về Chính sách. Ông cũng tham gia vào các Nhóm liên đảng về Dầu khí, ngôn ngữ Scotland, Giải trừ vũ khí hạt nhân, Malawi và Tây Tạng. Ông cũng đóng vai trò là Cán bộ liên lạc của Nghị viện cho Nicola Sturgeon từ tháng 11 năm 2014 cho đến khi quốc hội giải tán vào tháng 3 năm 2016.
Stewart đã đệ trình một số cuộc vận động tại quốc hội để ủng hộ Phiếu bầu ở tuổi 16.
Stewart đã có bài phát biểu ủng hộ hôn nhân đồng giới vào ngày 20 tháng 11 năm 2013 tại Cuộc tranh luận giai đoạn 1 của Quốc hội Scotland về Dự luật Hôn nhân và Chung sống Dân sự (Scotland), trong đó ông nói về trải nghiệm của mình khi trở thành người đồng tính.
Ông đã đứng lại vào năm 2016 và được bầu lại với đa số tăng lên. Ông được bổ nhiệm làm Bộ trưởng Chính quyền địa phương và Nhà ở vào ngày 18 tháng 5 năm 2016 khi Nicola Sturgeon công bố chính phủ của cô.